# Брати Чернецови
Григо́рій Григо́рович Чернецо́в (12 (24) листопада 1802 — 8 (20) травня 1865) та Никано́р Григо́рович Чернецо́в (21 червня (2 липня) 1805 — 11 (23) січня 1879) — художники-пейзажисти, рідні брати, одні з засновників «національного пейзажу» в російському живописі.

## Біографія
Брати народилися у місті Лух Костромської губернії в родині іконописця. Григорій — 24 листопада 1802 року, Никанор — 2 липня 1805 року. Перші художні навички отримали від старшого брата Євграфа, який працював в майстерні батька.

### Навчання і перші подорожі
На Григорія звернув увагу письменник і географ, видавець «Вітчизняних записок» (рос. «Отечественные записки») Павло Свиньїн, який проїжджав через Лух. Він взяв хлопця з собою до Санкт-Петербургу, де рекомендував Спілці заохочення художників. За підтримки Спілки, Григорій почав з 1819 року навчатися в Академії мистецтв, спочатку — як позаштатний слухач під керівництвом Степана Галактіонова і Олександра Варнека, пізніше (з 1823, вже як стипендіат) — Максима Воробйова. Під час навчання отримав малу і велику срібні медалі, а в 1827 році за картину «Вид військової галереї в Зимовому палаці» був нагороджений великою золотою медаллю.
З 1823 по 1827 рік в Академії навчався і Никанор — теж в класі Максима Воробйова. У 1825 році Никанор написав картину «Внутрішній вигляд будинку Д. Л. Наришкіна під час зборів Спілки заохочення художеств» (нині знаходиться в Третьяковській галереї). У 1827 році — отримав срібну медаль 1-го ступеня за пейзажний живопис і тоді ж — золоту медаль і звання художника високого класу за «Вид галереї в Імператорському Ермітажі».
У 1827 році, по закінченню Академії, обох братів як заохочення за гарне навчання відрядили в Ревель (нині — Таллінн), де вони написали багато етюдів і ряд картин, переважно — морських пейзажів.
Після повернення з Ревеля, у 1829 році, Григорія зарахували на службу при «Кабінеті його імператорської величності» з платнею 1500 рублів асигнаціями на рік. У його обов'язки входило зображення різних офіційних подій — урочистих зустрічей, парадів тощо. А Никанор поїхав подорожувати по Кавказу (1829–1831) разом з головою Спілки заохочення художників. Згодом, в 1833, на три роки (до 1836) — влаштувався на службу у відомство новоросійського генерал-губернатора Михайла Воронцова, якому у той час підпорядковувався і Крим. З півострова Никанор привіз в столицю цілий ряд романтичних пейзажів: зокрема, «Вид Тифліса», 1832; «Вид біля підніжжя Аю-Даг», 1836 (обидві роботи нині — в Російському музеї) та інші. А загалом за ці роки художник проїхав все узбережжя Чорного моря — від Поті до Анапи, жив в Тифлісі, побував в Кахетії і Абхазії.
У 1831 році Григорію Чернецову Академічна рада присвоїла звання академіка живопису (за картину «Вид в околицях Петербургу»). А через рік — і його брату Никанору (за «Вид Тифліса»).
У 1832 році імператор Микола I доручив Григорію намалювати парад на Царициному лузі. Художник працював над картиною п'ять років (з 1832 по 1837) і назвав її «Парад на Царициному лузі 6 жовтня 1831». Це був колективний портрет видатних діячів російської культури 1-ї третини XIX століття: загалом 223 портрети письменників, художників, музикантів, акторів, громадських діячів (у тому числі Пушкіна, Крилова, Жуковського, Брюллова, Мартоса, Венеціанова, Воробйова, самих братів Чернецових, їх батька та інших відомих людей того часу). Всі портрети були написані з натури, за винятком художника Олександра Іванова, який весь період написання картини знаходився в Римі. До роботи Григорій приклав «пояснення фігур» — своєрідний малюнок-покажчик, на якому скопіював усіх, хто зображений на картині, і назвав їх прізвища, а про деяких — дав короткі біографічні відомості. Нині полотно знаходиться в Музеї Пушкіна в місті Пушкіно.
У 1833 році Чернецови виступили перед міською думою рідного міста Лух з ініціативою відкрити в ньому училище. Під майбутній заклад був орендований будинок міщанина Є. І. Костакова за 96 рублів на рік.

### Чернецови і Пушкін
Художники товаришували з Олександром Пушкіним. Збереглася записка поета, адресована Григорію Чернецову:
| «Квітень 1832 р. Ти хотів бачити тифліського живописця. Умовся з ним, коли б нам разом до нього поїхати — та чи можеш ти обідати завтра у мене? О. П.»[4]. Оригінальний текст (рос.) «Апрель 1832 г. Ты хотел видеть тифлисского живописца. Уговорись с ним, когда бы нам вместе к нему приехать — да можешь ли ты обедать завтра у меня? А. П.». |
Літературознавець Л. І. Вуіч вважав, що під «тифліським живописцем» Пушкін з іронією мав на увазі Никанора Чернецова, що саме повернувся з Кавказу.
На одній зі сторінок чорнового варіанту поеми «Євгеній Онєгін» Пушкін намалював профільне зображення голови Григорія Чернецова.
У процесі написання картини «Парад на Царіциному лузі…» (1831–1837), де серед 223 портретів є і Пушкін, Григорій Чернецов зробив етюд «Пушкін, Крилов, Жуковський і Гнедич в Літньому саду», який і сам по собі є закінченим твором. Письменники зображені на фоні дерев саду, а на зворотному боці рукою художника напис олівцем:
| «Олександр Сергійович Пушкін, мальовано з натури 1832 року квітня 15 дня. Зростом 2 аршини 5 вершків з половиною»[3]. Оригінальний текст (рос.) «Александр Сергеевич Пушкин, рисовано с натуры 1832 года апреля 15 дня. Ростом 2 аршина 5 вершков с половиною». |
Завдяки цьому напису відомий точний зріст Пушкіна — 167 см.
Зберігся етюд Никанора Чернецова «Вид Дар'яла, взятий з дороги, що йде з Тифліса до Владикавказа 1830 року вересня 22 дня». На малюнку напис рукою художника: «писана була картина для поета О. С. Пушкіна». Пізніше на основі цього етюду Никанор намалював картину «Дар'яльська ущелина». Вона висіла в останній квартирі Пушкіна на набережній Мойки (нині — виставлена в Державному музеї Пушкіна в Москві).
У 1837 році брати, приголомшені загибеллю поета, намалювали картину «Пушкін в Бахчисарайському палаці» — як данину пам'яті. Фігуру поета написав Григорій, інтер'єр палацу — Никанор.

### Подорож Волгою та її наслідки
У 1836 році Чернецови приїхали на батьківщину в Лух, де познайомилися з кріпосним художником Антоном Івановим та запросили його взяти участь в експедиції по Волзі. Також з собою вони взяли свого молодшого брата — Полікарпа. Поїздка відбулася завдяки підтримці Спілки заохочення художників. Плавання тривало півроку — почалося 22 травня 1838 року з Рибінська і завершилося 18 листопада, коли барка з дерев'яною надбудовою застрягла у кризі неподалік Астрахані. Переконавшись у таланті Іванова, Чернецови вирішили викупити його з кріпацтва, пожертвувавши всіма своїми заощадженнями — двома тисячами рублів асигнаціями. Проте поміщиця Домашнєва, власниця Іванова, запросила більшу суму, тож художникам довелося залучити впливових людей, причетних до мистецтва, таких, як граф Федір Толстой. Нарешті, її вдалося вмовити і у 1841 (за іншими джерелами — у 1840) році вона відпустила «вічно на волю кріпака своєї дворової людини Антона Іванова».
У 1839 році малюнки і більше двох десятків картин, написаних братами Чернецовими під час і після подорожі Волгою, були виставлені в Академії мистецтв. Антон Іванов написав картину «Вигляд майстерні братів Чернецових під час подорожі їх по Волзі». Вона також експонувалася на виставці і привернула до себе увагу знавців живопису. На ній зображено внутрішній вигляд дерев'яної надбудови на барці, на якій художники пливли Волгою. На передньому плані — приміщення майстерні. Світло чотирьох вікон падає на робочі столи, завалені паперами, розпочатими картинами і ящиками з фарбами. На задньому плані видно приміщення, що служило спальнею художникам. У кімнаті Іванов намалював двох братів Чернецових. Ліворуч, з книгою в руках — молодший, 16-річний Полікарп. Це єдиний портрет, що зберігся до наших днів — життя хлопця було недовгим. Праворуч — над малюнком на столі схилився Григорій. Картина цінна, як літописний документ подорожі (нині вона знаходиться в Російському музеї в Санкт-Петербурзі).
Загалом у подорожі брати зробили понад 2000 ескізів берегів Волги, замалювали знаменитий Нижньогородський ярмарок, жигулівські далі та всі типи тодішніх волзьких суден. Ці нариси стали матеріалом для створення унікальної панорами обох берегів Волги, яку брати писали понад 10 років, з 1838. Спочатку вони зробили її начорно — це був 1 981 аркуш загальною довжиною понад 330 сажнів (близько 700 метрів). Остаточно брати обробили панораму лише в 1851 році. Вона складалася з семи відділень (по числу охоплених губерній) і була завдовжки теж близько 700 м. Панораму придбав імператор Микола I і наказав надіслати картину в Ермітаж. Згодом її довго не могли знайти. Лише після Другої світової виявили у фондах Ленінградської публічної бібліотеки імені Михайла Салтикова-Щедріна (нині — Російська національна бібліотека). Також залишилися багато пов'язаних з нею етюдів і картин (Григорій Чернецов — «На Волзі. Круча. Етюд», 1838, зберігається в Третьяковській галереї, та інші).

### Інші подорожі й останні роки
У 1840–1842 роках брати подорожували Італією. У 1842 році Григорій написав великий протокольно точний портрет в пейзажі «Російські художники в Римі в 1842 році», на якому на тлі руїн Римського Форуму намальовані Олександр Іванов, Федір Бруні, Іван Айвазовський, Аполлон Мокрицький — загалом 43 портрети. Никанор написав кілька пейзажів, з яких найвідоміші — «Колізей» і «Грот в околицях Рима» (обидва — 1840).
У 1842–1843 роках Чернецови побували в Єгипті, Палестині, Сирії, Греції, Туреччині. У Єгипті до них приєднався молодший брат Полікарп, який на той момент вже навчався в Академії мистецтв. Дорогою в Єрусалим хлопець захворів і 8 грудня 1842 року, на 19-му році життя, — помер.
У 1844 році Никанору було присвоєно звання живописця Його Імператорської Величності з відповідною платнею.
У 1845 році брати видали альбом «Палестина. Види, мальовані з натури академіками М. і Г. Чернецовими в 1842—1843 роках».
У 1846 році у чергову подорож за кордон брати взяли з собою Антона Іванова. За два роки, у 1848, через революційні події в Західній Європі, цар Микола I видав розпорядження про обов'язкове повернення на батьківщину всіх росіян, що знаходилися на той час за кордоном. Чернецови повернулися до Петербургу, але Іванов їхати з ними не захотів і залишився в Римі.
В останні роки брати жили в бідності, виставляючи в основному картини, написані по старих етюдах.
Померли Чернецови у Санкт-Петербурзі. Григорій — 8 травня (20-го — за старим стилем) 1865 року, Никанор — 11 січня (23-го — за старим стилем) 1879. Залишили «Записки про подорож по Волзі», за життя не видані.

## Особливості творчості
Брати Чернецови отримали визнання ще за життя. Тривалий час їх творчість була затребувана, а імена не сходили зі сторінок періодичної преси 1820-1850-х років. Загалом, за більш ніж 50 років творчої діяльності, вони пізнали як визнання й успіх, так і бідність і забуття.
Творчий шлях художників дослідники умовно розділяють на 4 періоди.
- Роки спільного навчання в Петербурзькій Академії мистецтв: перші малюнки «з натури» і внутрішніх видів будівель (формування власних поглядів живописців на мистецтво, розвиток їх майстерності).
- 1829-1830-ті: робота окремо, отримання звання академіків, спільна подорож по Волзі (розквіт їх творчості, написання найкращих творів).
- 1840-ві: подорожі до Італії та на Схід.
- 1860-ті—1870-ті: бідність і забуття.

Григорій писав переважно інтер'єри, пейзажі, портрети і багатофігурні композиції. Никанор віддавав перевагу пейзажам, захоплювався літографією.
Енциклопедія Брокгауза (1903) називає творчість братів дуже схожою між собою, настільки, що картини одного з них важко відрізнити від робіт іншого. Їх пейзажі і малюнки з людськими фігурами — «прекрасні» і «розумно» згруповані. А лінійна перспектива — «суворо витримана». Картини Чернецових виконані «з великою сумлінністю», «гармонійні, але умовні і несильні по фарбах».
У Великій радянській енциклопедії (1978) зазначається, що у малюнках, акварелях і етюдах братів Чернецових класицистичні панорами поєднуються з «документальною точністю деталей і правдивістю спостережень». Також, «просвітницькі» за характером, «пройняті інтересом до рідної природи», російські картини братів стали «одним з етапів формування в російському живописі національного пейзажу».
Чернецови залишили значну художню спадщину: понад 300 живописних і 3 000 графічних робіт. Важливою також є епістолярний спадок братів: їх щоденники, дорожні записи і листи, серед яких особливе місце займають «Дорожні записки по Сходу» (1842–1843), «Дорожні записки по Волзі» (1838) та «Дорожні записки від Петербурга до Риму» (1840, 1846).

## Сучасність
Нині ці художники затребувані. Твори їх охоче купують приватні колекціонери, також роботи Чернецових постійно зустрічаються на експозиціях антикварних художніх салонів, їх вивчають експерти.

## Вшанування пам'яті
Ім'ям братів Чернецових названа вулиця в місті Лух, де вони народилися і виросли, а також в місті Юр'євець.

### Додаткова література
- Владимиров В. В. Светлая звезда на горизонте. (К биографии русских художников Г. Г. и Н. Г. Чернецовых)// Огонек. — 1964. — № 24. — С. 17.
- Вуич Л. И. Никанор Чернецов // Наука и жизнь. — 1973. — № 2. — С. 103—105.
- Никольская Е. А. Братья Чернецовы. — М.:Белый город, 2002. — 48 с. — ISBN 5-7793-0487-4
- Никольская Е. А. Хронологическая канва жизни и творчества Григория Григорьевича и Никанора Григорьевича Чернецовых// Аспирант и соискатель. — 2002. — № 5. — С. 114—119.
- Смирнов Г. В. Братья Чернецовы // Сб. Русское искусство. Очерки о жизни и творчестве русских художников первой половины XIX века. — М., 1954. — С. 545—570.
- Смирнов Г. В. К биографии Г. Г. и Н. Г. Чернецовых (к установлению дат жизни художников XIX века) // Сообщения Государственного Русского музею. — 1961. — № 7. — С. 33-34.
- Смирнов Г. В. Чернецовы Григорий Григорьевич (1802—1865) и Никанор Григорьевич (1805—1879). — М.-Л.:Искусство, 1949. — 36 с.
- Фомичева 3. «Панорама Волги» братьев Чернецовых // Искусство. — 1964. — № 12. — С. 61-63.
- Художники братья Григорий и Никанор Чернецовы. Греческий мир в русском искусстве: Каталог/ Авт. ст. Г. Н. Голдовский. — СПб.:Государственный Русский музей, 2000. — 112 с. — ISBN 5-85952-099-9
- Художники братья Чернецовы и Пушкин. К 200-летию со дня рождения А. С. Пушкина: Каталог/ Авт. ст. Г. Н. Голдовский. — СПб.:Государственный Русский музей, 1999. — 152 с. — ISBN 5-900872-98-X
- Чернецовы Г. и Н. Путешествие по Волге. / Рисунки авторов. Пред. А. И. Коробочко и В. Я. Любовного. — М.:Мысль, 1970. — 191 с.